# Championnat de Serbie masculin de volley-ball
Le Championnat de Serbie masculin de volley-ball est une compétition annuelle regroupant les dix meilleurs clubs professionnels de volley-ball masculin en Serbie.

## Historique
Le championnat de Serbie a succédé au championnat de Yougoslavie à partir de la saison 1991-1992 pour l'État constitué de la Serbie, du Monténégro et de la Vojvodine (appelé également République fédérale de Yougoslavie jusqu'en 2003). La compétition s'est allégée avec l'indépendance du Monténégro en 2006. La question de l'indépendance du Kosovo en 2008 n'a pas d'incidence sur le championnat.

## Palmarès
- Championnat de la république fédérale de Yougoslavie
  - 1992 : Vojvodina Novi Sad
  - 1993 : Vojvodina Novi Sad
  - 1994 : Vojvodina Novi Sad
  - 1995 : Vojvodina Novi Sad
  - 1996 : Vojvodina Novi Sad
  - 1997 : Vojvodina Novi Sad
  - 1998 : Vojvodina Novi Sad
  - 1999 : Vojvodina Novi Sad
  - 2000 : Vojvodina Novi Sad
  - 2001 : OK Budva
  - 2002 : Buducnost Podgorica
  - 2003 : Étoile rouge de Belgrade
- Championnat de Serbie-et-Monténégro
  - 2004 : Vojvodina Novi Sad
  - 2005 : Buducnost Podgorica
  - 2006 : Buducnost Podgorica
- Championnat de Serbie
  - 2007 : Vojvodina Novi Sad
  - 2008 : Étoile rouge de Belgrade
  - 2009 : Radnički Kragujevac
  - 2010 : Radnički Kragujevac
  - 2011 : Partizan Belgrade
  - 2012 : Étoile rouge de Belgrade
  - 2013 : Étoile rouge de Belgrade
  - 2014 : Étoile rouge de Belgrade
  - 2015 : Étoile rouge de Belgrade
  - 2016 : Étoile rouge de Belgrade
  - 2017 : Vojvodina Novi Sad
  - 2018 : Vojvodina Novi Sad
  - 2019 : Vojvodina Novi Sad
  - 2020 : Vojvodina Novi Sad
  - 2021 : Vojvodina Novi Sad
  - 2022 : Vojvodina Novi Sad
  - 2023 : Partizan Belgrade
  - 2024 : Étoile rouge de Belgrade
  - 2025 : OK Radnički Kragujevac